# Campeonato Mundial de Baloncesto Sub-22 Masculino de 1997
El Campeonato Mundial de Baloncesto Sub-22 Masculino de 1997 fue la segunda edición de este torneo. Se realizó en la ciudad de Melbourne, Australia entre el 1 y el 10 de agosto de 1997.
Australia se consagró campeón al vencer en la final a Puerto Rico por 88-73.

## Primera fase

### Grupo A
| Equipo        | PJ | PG | PP | TF  | TC  | Pts |
| ------------- | -- | -- | -- | --- | --- | --- |
| Argentina     | 5  | 4  | 1  | 405 | 349 | 9   |
| Turquía       | 5  | 4  | 1  | 358 | 288 | 9   |
| Australia     | 5  | 3  | 2  | 364 | 325 | 8   |
| España        | 5  | 3  | 2  | 423 | 338 | 8   |
| Corea del Sur | 5  | 1  | 4  | 354 | 445 | 6   |
| Egipto        | 5  | 0  | 5  | 284 | 443 | 5   |

| 1 de agosto de 1997 | Argentina                                                                 | 96–76                | Corea del Sur                                                |  |  |
|                     |                                                                           |                      |                                                              |  |  |
|                     | Estadísticas Leandro Palladino 24 Lucas Victoriano 10 Lucas Victoriano 11 | Reporte Pts Reb Asts | Estadísticas 20 Hyun Joo-Yup 8 Kim Sung-Chul 6 Sung In Hwang |  |  |

| 1 de agosto de 1997 | España                                                                                | 104–60               | Egipto                                                                                    |  |  |
|                     |                                                                                       |                      |                                                                                           |  |  |
|                     | Estadísticas Rodrigo de la Fuente 21 Carlos Jiménez Sánchez 13 Rodrigo de la Fuente 3 | Reporte Pts Reb Asts | Estadísticas 19 Eskandar Adel Tooma 6 Mohamed Samir Mohamed Mohamed 2 Eskandar Adel Tooma |  |  |

| 1 de agosto de 1997 | Australia                                                     | 58–75                | Turquía                                                               |  |  |
|                     |                                                               |                      |                                                                       |  |  |
|                     | Estadísticas Aaron Trahair 13 Sam Mackinnon 6 Aaron Trahair 5 | Reporte Pts Reb Asts | Estadísticas 18 Mirsad Türkcan 21 Mirsad Türkcan 4 Alper Tunca Yılmaz |  |  |

| 2 de agosto de 1997 | Corea del Sur                                            | 71–114               | España                                                                        |  |  |
|                     |                                                          |                      |                                                                               |  |  |
|                     | Estadísticas Kim Sung-Chul 19 Hyun Joo-Yup 4 Hyuk Kang 4 | Reporte Pts Reb Asts | Estadísticas 22 César Sanmartín 7 Daniel García Gutiérrez 6 Juan José Bernabé |  |  |

| 2 de agosto de 1997 | Turquía                                                                  | 58–64                | Argentina                                                             |  |  |
|                     |                                                                          |                      |                                                                       |  |  |
|                     | Estadísticas Hidayet Türkoğlu 19 Hidayet Türkoğlu 9 Alper Tunca Yılmaz 5 | Reporte Pts Reb Asts | Estadísticas 22 Lucas Victoriano 10 Fabricio Oberto 4 Fabricio Oberto |  |  |

| 2 de agosto de 1997 | Egipto                                                                                     | 47–89                | Australia                                                    |  |  |
|                     |                                                                                            |                      |                                                              |  |  |
|                     | Estadísticas Ahmed El-Sayed Mohamed 13 Kedar Ahmed Youssef Hendawy 6 Eskandar Adel Tooma 6 | Reporte Pts Reb Asts | Estadísticas 20 Chris Anstey 11 Chris Anstey 6 Sam Mackinnon |  |  |

| 3 de agosto de 1997 | España                                                                    | 90–67                | Argentina                                                             |  |  |
|                     |                                                                           |                      |                                                                       |  |  |
|                     | Estadísticas Ricardo Guillén 18 Ricardo Guillén 10 Rodrigo de la Fuente 2 | Reporte Pts Reb Asts | Estadísticas 21 Fabricio Oberto 12 Fabricio Oberto 5 Lucas Victoriano |  |  |

| 3 de agosto de 1997 | Egipto | 49–70                | Turquía                                                    |  |  |
|                     | |                      |                                                            |  |  |
|                     | Estadísticas Kedar Ahmed Youssef Hendawy 11 Mohamed Samir Mohamed Mohamed 13 Kedar Ahmed Youssef Hendawy 2 | Reporte Pts Reb Asts | Estadísticas 11 Hüseyin Beşok 9 Onur Aydın 3 Kerem Tunçeri |  |  |

| 3 de agosto de 1997 | Australia                                                     | 81–61                | Corea del Sur                                           |  |  |
|                     |                                                               |                      |                                                         |  |  |
|                     | Estadísticas Chris Anstey 19 Chris Anstey 16 Scott McGregor 4 | Reporte Pts Reb Asts | Estadísticas 32 Hyun Joo-Yup 6 Hyun Joo-Yup 3 Hyuk Kang |  |  |

| 5 de agosto de 1997 | Corea del Sur                                             | 83–70                | Egipto                                                                                     |  |  |
|                     |                                                           |                      |                                                                                            |  |  |
|                     | Estadísticas Hyun Joo-Yup 25 Yoon Young-Pil 7 Hyuk Kang 3 | Reporte Pts Reb Asts | Estadísticas 20 Ismail Abdel-Moneim 11 Ismail Abdel-Moneim 3 Mohamed Samir Mohamed Mohamed |  |  |

| 5 de agosto de 1997 | Turquía                                                        | 71–54                | España                                                                        |  |  |
|                     |                                                                |                      |                                                                               |  |  |
|                     | Estadísticas Hüseyin Beşok 19 Hüseyin Beşok 15 Kerem Tunçeri 5 | Reporte Pts Reb Asts | Estadísticas 12 Rodrigo de la Fuente 6 Rodrigo de la Fuente 2 César Sanmartín |  |  |

| 5 de agosto de 1997 | Argentina                                                                 | 81–67                | Australia                                                      |  |  |
|                     |                                                                           |                      |                                                                |  |  |
|                     | Estadísticas Fabricio Oberto 22 Lucas Victoriano 8 Juan Ignacio Sánchez 5 | Reporte Pts Reb Asts | Estadísticas 18 Sam Mackinnon 12 Chris Anstey 3 Scott McGregor |  |  |

| 6 de agosto de 1997 | Egipto | 58–97                | Argentina                                                                 |  |  |
|                     | |                      |                                                                           |  |  |
|                     | Estadísticas Tarek Taha El-Sayed El-Ghannam 13 Tarek Taha El-Sayed El-Ghannam 14 Mohamed Samir Mohamed Mohamed 2 | Reporte Pts Reb Asts | Estadísticas 16 Fabricio Oberto 13 Fabricio Oberto 7 Juan Ignacio Sánchez |  |  |

| 6 de agosto de 1997 | Corea del Sur                                         | 63–84                | Turquía                                                         |  |  |
|                     |                                                       |                      |                                                                 |  |  |
|                     | Estadísticas Hyuk Kang 13 Kim Taek-Hoon 5 Hyuk Kang 5 | Reporte Pts Reb Asts | Estadísticas 23 Hüseyin Beşok 10 Hüseyin Beşok 7 Serkan Erdoğan |  |  |

| 6 de agosto de 1997 | Australia                                                     | 69–61                | España                                                                             |  |  |
|                     |                                                               |                      |                                                                                    |  |  |
|                     | Estadísticas Sam Mackinnon 20 Sam Mackinnon 8 Aaron Trahair 5 | Reporte Pts Reb Asts | Estadísticas 14 Carlos Jiménez Sánchez 10 Carlos Jiménez Sánchez 3 Ricardo Guillén |  |  |

### Grupo B
| Equipo         | PJ | PG | PP | TF  | TC  | Pts |
| -------------- | -- | -- | -- | --- | --- | --- |
| Estados Unidos | 5  | 5  | 0  | 452 | 339 | 10  |
| Puerto Rico    | 5  | 4  | 1  | 446 | 297 | 9   |
| Yugoslavia     | 5  | 3  | 2  | 410 | 378 | 8   |
| Lituania       | 5  | 2  | 3  | 388 | 357 | 7   |
| Nueva Zelanda  | 5  | 1  | 4  | 296 | 357 | 6   |
| China          | 5  | 0  | 5  | 243 | 507 | 5   |

| 1 de agosto de 1997 | Puerto Rico                                                             | 126–47               | China                                       |  |  |
|                     |                                                                         |                      |                                             |  |  |
|                     | Estadísticas Edgar Padilla Rivera 25 Daniel Santiago 8 Eddin Santiago 8 | Reporte Pts Reb Asts | Estadísticas 14 Li Nan 8 Dong Zhu 3 Chen Ke |  |  |

| 1 de agosto de 1997 | Lituania                                                                          | 66–45                | Nueva Zelanda                                                    |  |  |
|                     |                                                                                   |                      |                                                                  |  |  |
|                     | Estadísticas Kęstutis Marčiulionis 12 Andrius Jurkūnas 11 Kęstutis Marčiulionis 3 | Reporte Pts Reb Asts | Estadísticas 9 Tony Rampton 7 Tony Rampton 3 Ernest Prem Krishna |  |  |

| 1 de agosto de 1997 | Estados Unidos                                            | 95–75                | Yugoslavia                                                             |  |  |
|                     |                                                           |                      |                                                                        |  |  |
|                     | Estadísticas Cory Carr 18 Michael Doleac 5 Andre Miller 6 | Reporte Pts Reb Asts | Estadísticas 24 Dragan Lukovski 3 Aleksandar Čubrilo 5 Dragan Lukovski |  |  |

| 2 de agosto de 1997 | Nueva Zelanda                                                   | 43–85                | Estados Unidos                                                          |  |  |
|                     |                                                                 |                      |                                                                         |  |  |
|                     | Estadísticas Mark Dickel 17 Ernest Prem Krishna 4 Mark Dickel 4 | Reporte Pts Reb Asts | Estadísticas 14 Mike Jones III 10 Evan Eschmeyer 4 Corey Lavelle Brewer |  |  |

| 2 de agosto de 1997 | Yugoslavia                                                           | 75–86                | Puerto Rico                                                              |  |  |
|                     |                                                                      |                      |                                                                          |  |  |
|                     | Estadísticas Jovo Stanojević 18 Jovo Stanojević 12 Dragan Lukovski 7 | Reporte Pts Reb Asts | Estadísticas 16 Antonio Látimer 8 Antonio Látimer 6 Edgar Padilla Rivera |  |  |

| 2 de agosto de 1997 | China                                          | 49–97                | Lituania                                                                     |  |  |
|                     |                                                |                      |                                                                              |  |  |
|                     | Estadísticas Li Nan 16 Dong Zhu 5 Jin Lipeng 2 | Reporte Pts Reb Asts | Estadísticas 20 Mindaugas Žukauskas 8 Tomas Masiulis 6 Kęstutis Marčiulionis |  |  |

| 3 de agosto de 1997 | Nueva Zelanda                                           | 76–79                | Yugoslavia                                                              |  |  |
|                     |                                                         |                      |                                                                         |  |  |
|                     | Estadísticas Mark Dickel 19 Mark Dickel 8 Mark Dickel 7 | Reporte Pts Reb Asts | Estadísticas 25 Aleksandar Čubrilo 4 Vlado Šćepanović 6 Dragan Lukovski |  |  |

| 3 de agosto de 1997 | Estados Unidos                                                | 107–39               | China                                    |  |  |
|                     |                                                               |                      |                                          |  |  |
|                     | Estadísticas Pat Garrity 14 Andrae Patterson 9 Andre Miller 9 | Reporte Pts Reb Asts | Estadísticas 11 Tao Li 3 Tao Li 4 Li Nan |  |  |

| 3 de agosto de 1997 | Lituania                                                                     | 89–96                | Puerto Rico                                                                         |  |  |
|                     |                                                                              |                      |                                                                                     |  |  |
|                     | Estadísticas Kęstutis Marčiulionis 19 Andrius Jurkūnas 6 Rimantas Kaukėnas 4 | Reporte Pts Reb Asts | Estadísticas 29 Carmelo Travieso Peña 5 Rolando Hourruitiner 7 Edgar Padilla Rivera |  |  |

| 5 de agosto de 1997 | China                                      | 57–73                | Nueva Zelanda                                             |  |  |
|                     |                                            |                      |                                                           |  |  |
|                     | Estadísticas Yao Ming 11 Li Nan 8 Li Nan 3 | Reporte Pts Reb Asts | Estadísticas 16 Tony Rampton 8 Tony Rampton 6 Mark Dickel |  |  |

| 5 de agosto de 1997 | Yugoslavia                                                               | 77–70                | Lituania                                                                         |  |  |
|                     |                                                                          |                      |                                                                                  |  |  |
|                     | Estadísticas Vlado Šćepanović 25 Aleksandar Glintic 10 Dragan Lukovski 4 | Reporte Pts Reb Asts | Estadísticas 16 Kęstutis Marčiulionis 7 Andrius Jurkūnas 4 Kęstutis Marčiulionis |  |  |

| 5 de agosto de 1997 | Puerto Rico                                                         | 74–69                | Estados Unidos                                                   |  |  |
|                     |                                                                     |                      |                                                                  |  |  |
|                     | Estadísticas Sharif Fajardo 21 Sharif Fajardo 12 Bobby Joe Hatton 2 | Reporte Pts Reb Asts | Estadísticas 15 Mike Jones III 8 Brad Miller 5 Chad Evert Austin |  |  |

| 6 de agosto de 1997 | China                                        | 51–104               | Yugoslavia                                                          |  |  |
|                     |                                              |                      |                                                                     |  |  |
|                     | Estadísticas Li Nan 21 Li Nan 8 Jin Lipeng 2 | Reporte Pts Reb Asts | Estadísticas 24 Jovo Stanojević 8 Jovo Stanojević 8 Dragan Lukovski |  |  |

| 6 de agosto de 1997 | Nueva Zelanda                                               | 59–70                | Puerto Rico                                                              |  |  |
|                     |                                                             |                      |                                                                          |  |  |
|                     | Estadísticas Savini Tuilave 13 Tony Rampton 9 Mark Dickel 8 | Reporte Pts Reb Asts | Estadísticas 12 Daniel Santiago 6 Sharif Fajardo 4 Carlos Vázquez Virola |  |  |

| 6 de agosto de 1997 | Estados Unidos                                                     | 90–66                | Lituania                                                                 |  |  |
|                     |                                                                    |                      |                                                                          |  |  |
|                     | Estadísticas Pat Garrity 20 Andrae Patterson 5 Chad Evert Austin 5 | Reporte Pts Reb Asts | Estadísticas 19 Kęstutis Šeštokas 5 Kęstutis Šeštokas 2 Andrius Jurkūnas |  |  |

## Fase final
|  | Eliminatoria del 9° al 12° | Eliminatoria del 9° al 12° |        |               | Noveno puesto       | Noveno puesto       |  |
|  | 9 de agosto                | 9 de agosto                |        |               | 10 de agosto        | 10 de agosto        |  |
|  |                            |                            |        |               |                     |                     |  |
|  |                            |                            |        |               |                     |                     |  |
|  | China                      | 66                         |        |               |                     |                     |  |
|  | China                      | 66                         |        |               |                     |                     |  |
|  | Corea del Sur              | 68                         |        |               |                     |                     |  |
|  | Corea del Sur              | 68                         |        | Corea del Sur | 78                  |                     |  |
|  |                            |                            |        | Corea del Sur | 78                  |                     |  |
|  |                            |                            | Egipto | 62            |                     |                     |  |
|  | Egipto                     | 73                         | Egipto | 62            |                     |                     |  |
|  | Egipto                     | 73                         |        |               |                     |                     |  |
|  | Nueva Zelanda              | 56                         |        |               | Decimoprimer puesto | Decimoprimer puesto |  |
|  | Nueva Zelanda              | 56                         |        |               | Decimoprimer puesto | Decimoprimer puesto |  |
|  |                            |                            |        |               |                     |                     |  |
|  |                            |                            |        |               | China               | 66                  |  |
|  |                            |                            |        |               | China               | 66                  |  |
|  |                            |                            |        |               | Nueva Zelanda       | 85                  |  |
|  |                            |                            |        |               | Nueva Zelanda       | 85                  |  |
|  |                            |                            |        |               |                     |                     |  |

### Del 9° al 12°
| 9 de agosto de 1997 | China                                              | 66–68                | Corea del Sur                                                   |  |  |
|                     |                                                    |                      |                                                                 |  |  |
|                     | Estadísticas Jin Lipeng 19 Li Nan 8 Guo Shiqiang 6 | Reporte Pts Reb Asts | Estadísticas 19 Kim Sung-Chul 10 Yoon Young-Pil 6 Sung In Hwang |  |  |

| 9 de agosto de 1997 | Egipto | 73–56                | Nueva Zelanda                                             |  |  |
|                     | |                      |                                                           |  |  |
|                     | Estadísticas Ahmed Mohamed Abdel-Wahab 19 Tarek Taha El-Sayed El-Ghannam 14 Mohamed Samir Mohamed Mohamed 3 | Reporte Pts Reb Asts | Estadísticas 15 Mark Dickel 10 Tony Rampton 4 Mark Dickel |  |  |

### Decimoprimer puesto
| 10 de agosto de 1997 | China                                              | 66–85                | Nueva Zelanda                                                    |  |  |
|                      |                                                    |                      |                                                                  |  |  |
|                      | Estadísticas Jin Lipeng 13 Li Nan 5 Guo Shiqiang 4 | Reporte Pts Reb Asts | Estadísticas 23 Mark Dickel 9 Tony Rampton 4 Ernest Prem Krishna |  |  |

### Noveno puesto
| 10 de agosto de 1997 | Corea del Sur                                             | 78–62                | Egipto                                                                                            |  |  |
|                      |                                                           |                      |                                                                                                   |  |  |
|                      | Estadísticas Hyun Joo-Yup 23 Yoon Young-Pil 9 Hyuk Kang 5 | Reporte Pts Reb Asts | Estadísticas 18 Ismail Abdel-Moneim 15 Tarek Taha El-Sayed El-Ghannam 3 Ahmed Mohamed Abdel-Wahab |  |  |

|  | Cuartos de final | Cuartos de final |            |             | Semifinales | Semifinales |            |              | Final        | Final        |  |
|  | 8 de agosto      | 8 de agosto      |            |             | 9 de agosto | 9 de agosto |            |              | 10 de agosto | 10 de agosto |  |
|  |                  |                  |            |             |             |             |            |              |              |              |  |
|  |                  |                  |            |             |             |             |            |              |              |              |  |
|  | España           | 71               |            |             |             |             |            |              |              |              |  |
|  | España           | 71               |            |             |             |             |            |              |              |              |  |
|  | Puerto Rico      | 77               |            |             |             |             |            |              |              |              |  |
|  | Puerto Rico      | 77               |            | Puerto Rico | 75          |             |            |              |              |              |  |
|  |                  |                  |            | Puerto Rico | 75          |             |            |              |              |              |  |
|  |                  |                  | Yugoslavia | 70          |             |             |            |              |              |              |  |
|  | Yugoslavia       | 75               | Yugoslavia | 70          |             |             |            |              |              |              |  |
|  | Yugoslavia       | 75               |            |             |             |             |            |              |              |              |  |
|  | Turquía          | 58               |            |             |             |             |            |              |              |              |  |
|  | Turquía          | 58               |            |             |             |             |            | Puerto Rico  | 73           |              |  |
|  |                  |                  |            |             |             |             |            | Puerto Rico  | 73           |              |  |
|  |                  |                  | Australia  | 88          |             |             |            |              |              |              |  |
|  | Lituania         | 57               | Australia  | 88          |             |             |            |              |              |              |  |
|  | Lituania         | 57               |            |             |             |             |            |              |              |              |  |
|  | Argentina        | 74               |            |             |             |             |            |              |              |              |  |
|  | Argentina        | 74               |            | Argentina   | 68          |             |            | Tercer lugar | Tercer lugar |              |  |
|  |                  |                  |            | Argentina   | 68          |             |            | Tercer lugar | Tercer lugar |              |  |
|  |                  |                  | Australia  | 71          |             |             |            |              |              |              |  |
|  | Australia        | 81               | Australia  | 71          |             |             | Yugoslavia | 84           |              |              |  |
|  | Australia        | 81               |            |             |             |             | Yugoslavia | 84           |              |              |  |
|  | Estados Unidos   | 63               |            |             |             |             |            |              | Argentina    | 72           |  |
|  | Estados Unidos   | 63               |            |             |             |             |            |              | Argentina    | 72           |  |
|  |                  |                  |            |             |             |             |            |              |              |              |  |

### Cuartos de final
| 8 de agosto de 1997 | España                                                              | 71–77                | Puerto Rico                                                        |  |  |
|                     |                                                                     |                      |                                                                    |  |  |
|                     | Estadísticas Ricardo Guillén 18 Ricardo Guillén 9 Berni Hernández 4 | Reporte Pts Reb Asts | Estadísticas 18 Antonio Látimer 10 Sharif Fajardo 5 Eddin Santiago |  |  |

| 8 de agosto de 1997 | Lituania                                                                    | 57–74                | Argentina                                                              |  |  |
|                     |                                                                             |                      |                                                                        |  |  |
|                     | Estadísticas Mindaugas Žukauskas 12 Evaldas Jocys 9 Kęstutis Marčiulionis 5 | Reporte Pts Reb Asts | Estadísticas 20 Lucas Victoriano 6 Fabricio Oberto 3 Leandro Palladino |  |  |

| 8 de agosto de 1997 | Yugoslavia                                                                | 75–58                | Turquía                                                            |  |  |
|                     |                                                                           |                      |                                                                    |  |  |
|                     | Estadísticas Aleksandar Čubrilo 15 Aleksandar Glintic 9 Jovo Stanojević 2 | Reporte Pts Reb Asts | Estadísticas 14 Mirsad Türkcan 11 Hüseyin Beşok 2 Hidayet Türkoğlu |  |  |

| 8 de agosto de 1997 | Australia                                                    | 81–63                | Estados Unidos                                            |  |  |
|                     |                                                              |                      |                                                           |  |  |
|                     | Estadísticas Chris Anstey 22 Chris Anstey 10 Aaron Trahair 5 | Reporte Pts Reb Asts | Estadísticas 19 Pat Garrity 11 Pat Garrity 7 Andre Miller |  |  |

|  | Eliminatoria del 5° al 8° | Eliminatoria del 5° al 8° |                |         | Quinto puesto | Quinto puesto |  |
|  | 9 de agosto               | 9 de agosto               |                |         | 10 de agosto  | 10 de agosto  |  |
|  |                           |                           |                |         |               |               |  |
|  |                           |                           |                |         |               |               |  |
|  | España                    | 68                        |                |         |               |               |  |
|  | España                    | 68                        |                |         |               |               |  |
|  | Turquía                   | 83                        |                |         |               |               |  |
|  | Turquía                   | 83                        |                | Turquía | 58            |               |  |
|  |                           |                           |                | Turquía | 58            |               |  |
|  |                           |                           | Estados Unidos | 61      |               |               |  |
|  | Lituania                  | 66                        | Estados Unidos | 61      |               |               |  |
|  | Lituania                  | 66                        |                |         |               |               |  |
|  | Estados Unidos            | 71                        |                |         | Octavo puesto | Octavo puesto |  |
|  | Estados Unidos            | 71                        |                |         | Octavo puesto | Octavo puesto |  |
|  |                           |                           |                |         |               |               |  |
|  |                           |                           |                |         | España        | 81            |  |
|  |                           |                           |                |         | España        | 81            |  |
|  |                           |                           |                |         | Lituania      | 72            |  |
|  |                           |                           |                |         | Lituania      | 72            |  |
|  |                           |                           |                |         |               |               |  |

### Del 5° al 8°
| 9 de agosto de 1997 | España                                                                     | 68–83                | Turquía                                                         |  |  |
|                     |                                                                            |                      |                                                                 |  |  |
|                     | Estadísticas Ricardo Guillén 17 Carlos Jiménez Sánchez 5 Berni Hernández 3 | Reporte Pts Reb Asts | Estadísticas 21 Mirsad Türkcan 16 Hüseyin Beşok 5 Kerem Tunçeri |  |  |

| 9 de agosto de 1997 | Lituania                                                                | 66–71                | Estados Unidos                                                   |  |  |
|                     |                                                                         |                      |                                                                  |  |  |
|                     | Estadísticas Mindaugas Žukauskas 14 Tomas Masiulis 6 Andrius Jurkūnas 2 | Reporte Pts Reb Asts | Estadísticas 16 Pat Garrity 7 Michael Doleac 5 Chad Evert Austin |  |  |

### Séptimo puesto
| 10 de agosto de 1997 | España                                                                    | 81–72                | Lituania                                                                 |  |  |
|                      |                                                                           |                      |                                                                          |  |  |
|                      | Estadísticas Rodrigo de la Fuente 19 Rodrigo de la Fuente 7 Iker Iturbe 5 | Reporte Pts Reb Asts | Estadísticas 14 Mindaugas Žukauskas 11 Andrius Jurkūnas 5 Marius Janulis |  |  |

### Quinto puesto
| 10 de agosto de 1997 | Turquía                                                        | 58–61                | Estados Unidos                                              |  |  |
|                      |                                                                |                      |                                                             |  |  |
|                      | Estadísticas Serkan Erdoğan 23 Hüseyin Beşok 8 Kerem Tunçeri 3 | Reporte Pts Reb Asts | Estadísticas 15 Mike Jones III 8 Cory Carr 3 Mike Jones III |  |  |

### Semifinales
| 9 de agosto de 1997 | Puerto Rico                                                               | 75–70                | Yugoslavia                                                              |  |  |
|                     |                                                                           |                      |                                                                         |  |  |
|                     | Estadísticas Carmelo Travieso 20 Daniel Santiago 7 Edgar Padilla Rivera 5 | Reporte Pts Reb Asts | Estadísticas 17 Dragan Lukovski 11 Aleksandar Glintic 8 Dragan Lukovski |  |  |

| 9 de agosto de 1997 | Argentina                                                                | 68–71                | Australia                                                   |  |  |
|                     |                                                                          |                      |                                                             |  |  |
|                     | Estadísticas Emanuel Ginóbili 20 Leonardo Gutiérrez 6 Lucas Victoriano 6 | Reporte Pts Reb Asts | Estadísticas 16 Aaron Trahair 7 Chris Anstey 7 Brendan Mann |  |  |

### Tercer puesto
| 10 de agosto de 1997 | Yugoslavia                                                           | 84–72                | Argentina                                                              |  |  |
|                      |                                                                      |                      |                                                                        |  |  |
|                      | Estadísticas Vlado Šćepanović 22 Jovo Stanojević 6 Dragan Lukovski 7 | Reporte Pts Reb Asts | Estadísticas 24 Leandro Palladino 7 Fabricio Oberto 4 Lucas Victoriano |  |  |

### Final
| 10 de agosto de 1997 | Puerto Rico                                                              | 73–88                | Australia                                                  |  |  |
|                      |                                                                          |                      |                                                            |  |  |
|                      | Estadísticas Santiago Cordero 20 Sharif Fajardo 7 Rolando Hourruitiner 5 | Reporte Pts Reb Asts | Estadísticas 18 Aaron Trahair 7 Frank Drmic 5 Brendan Mann |  |  |

| Bandera de Australia |
| Campeón Australia    |
| Primer título        |